# Actinomorfismo e zigomorfismo

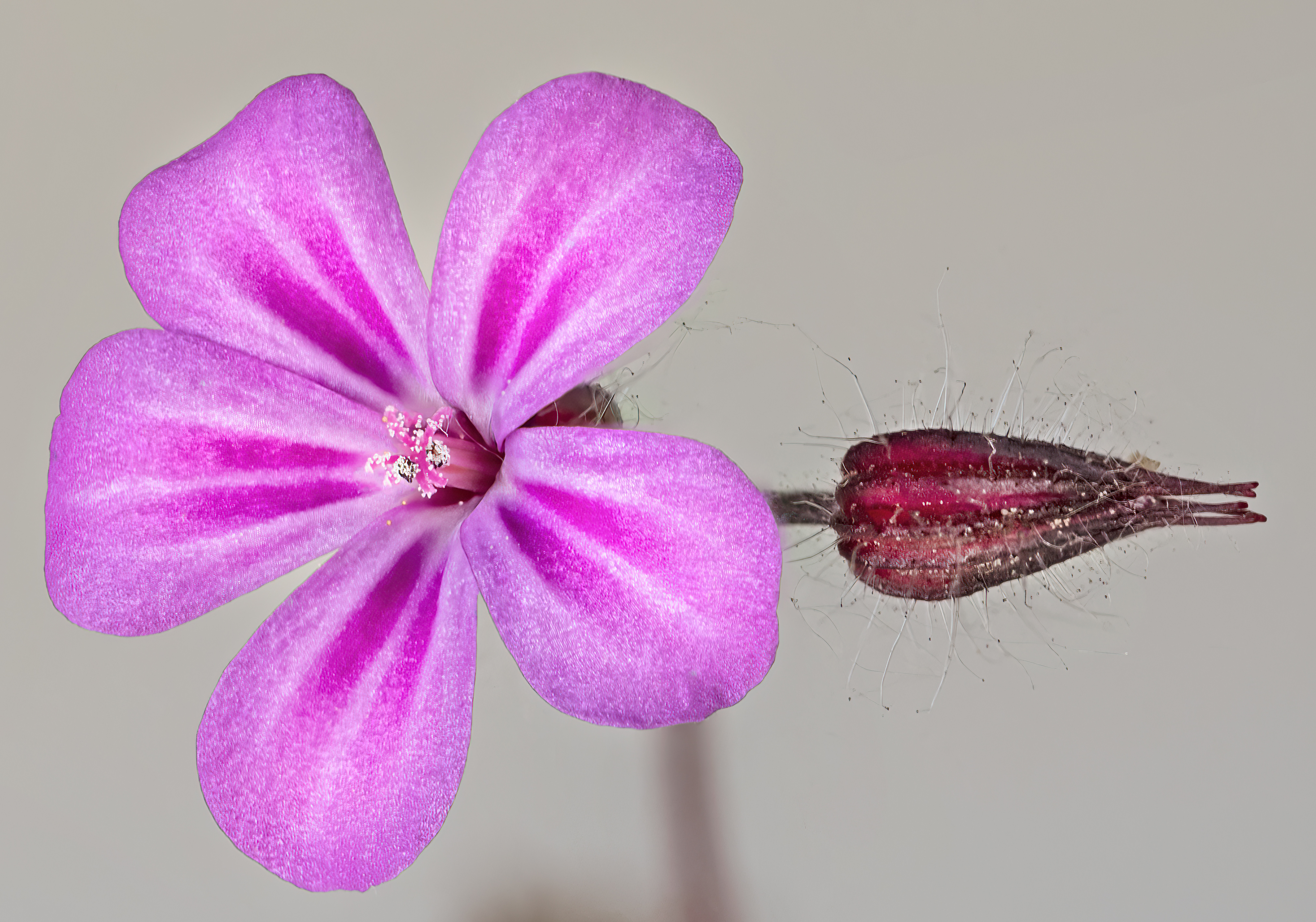
Fiore di Geranium robertianum che presenta simmetria radiale actinomorfa

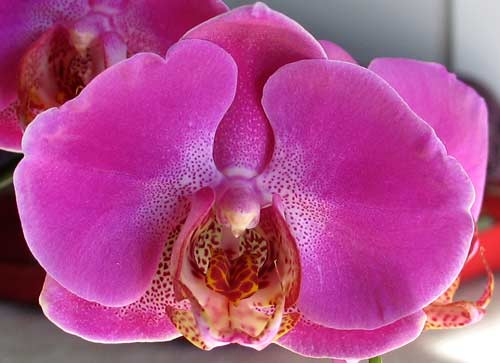
Un ibrido di orchidea con simmetria zigomorfa

In biologia si definisce actinomorfo o attinomorfo un corpo (di organismo animale o vegetale) che presenta organi con diversi piani di simmetria raggiata.
L'actinomorfismo si contrappone in genere allo zigomorfismo: una pianta zigomorfa presenta un solo piano di simmetria bilaterale.